# Rhaphidorrhynchium hyoji-suzukii
Rhaphidorrhynchium hyoji-suzukii är en bladmossart som beskrevs av Tarow Seki 1981. Rhaphidorrhynchium hyoji-suzukii ingår i släktet Rhaphidorrhynchium och familjen Sematophyllaceae. Inga underarter finns listade i Catalogue of Life.